# トラビス・イシカワ
トラビス・タカシ・イシカワ（Travis Takashi Ishikawa、日本名：石川 隆〈いしかわ たかし〉、1983年9月24日 - ）は、アメリカ合衆国・ワシントン州シアトル出身で日系アメリカ人の元プロ野球選手（内野手）。
曽祖父が日本人で、父は日系、母は白人。ハワイにルーツを持つ日系4世である。

## 経歴

### プロ入り前
シアトルで生まれ、フェデラルウェイで育ったイシカワは、シアトル・マリナーズファンで特にケン・グリフィー・ジュニアやイチローのファンだった。1997年9月27日にランディ・ジョンソンが通算2000奪三振を達成の試合を球場で観戦していたという。2002年にはフェデラルウェイ市高校生選抜チームの一員として八戸市を訪れ親善試合に参加した。

### ジャイアンツ時代
2002年のMLBドラフト21巡目（全体637位）でサンフランシスコ・ジャイアンツから指名を受け入団。同年、ルーキー級アリゾナリーグ・ジャイアンツでプロデビューを果たし、その後、A-級セーレムカイザー・ボルケーノーズへ昇格。
2003年はA-級セーレムカイザーとA級ヘイガーズタウン・サンズでプレー。
2004年はA級ヘイガーズタウンとA+級サンノゼ・ジャイアンツでプレー。A級ヘイガーズタウンでは97試合の出場でチーム最多タイの15本塁打を記録した。
2005年は、年間通じてA+級サンノゼでプレイ。127試合の出場でチーム1位となる22本塁打・長打率.532を記録。オフの11月17日にジャイアンツとメジャー契約を結び、40人枠入りを果たした
2006年は開幕をAA級コネチカット・ディフェンダーズで迎えたが、4月17日にランス・ニークロの忌引に伴い、メジャー昇格を果たし、4月18日にメジャーデビュー。しかし、メジャーデビューの2日後にニークロが復帰したため、AA級コネチカットヘ降格した。この年は12試合の出場に終わった。
2007年はメジャーに昇格することなくシーズンを終え、2008年8月13日に2年ぶりにメジャー昇格。33試合の出場で、打率.274・3本塁打・15打点を記録。また、マイナーリーグでは、いずれもイシカワ自身が2005年に記録した数字上回る打率.299、24本塁打、94打点、10盗塁という成績を残している。
2009年はメジャーリーグ定着を果たし、120試合に出場した。打撃面では打率.261・9本塁打・39打点を記録した。シーズン後に発表された新人ベストナインの一塁手部門に選出された。
2010年は、新加入したオーブリー・ハフが好調であった事、ベンジー・モリーナが移籍するまで新人捕手のバスター・ポージーが一塁手で出場したことなどが重なり、先発出場したのは25試合だけだった。シーズン通算では116試合に出場し、打率.266・3本塁打・22打点という数字を記録。同年のワールドシリーズ第一戦では代打で適時打を放った。
2011年はAAA級フレズノ・グリズリーズで開幕を迎え、肩を故障したこともあって一年を通してメジャーリーグに出場することがなかった。AAA級では56試合に出場し、3本塁打18打点3盗塁、打率.251だった。オフの11月2日にFAとなった。

### ブルワーズ時代
2011年12月12日にミルウォーキー・ブルワーズとマイナー契約を結んだ。
2012年4月4日にブルワーズとメジャー契約を結んだ。5月27日に15日間の故障者リスト入りし、6月23日に復帰した。94試合に出場し、4本塁打30打点、打率.257だった。11月2日に40人枠から外れ、AAA級ナッシュビル・サウンズへ降格し、11月3日にFAとなった。

### オリオールズ時代
2012年12月19日にボルチモア・オリオールズとマイナー契約を結んだ。
2013年はAAA級ノーフォーク・タイズで開幕を迎え、49試合に出場。6月18日にオリオールズとメジャー契約を結び、6試合に出場したが、打率.118と結果を残せず、6月29日にDFAとなった。

### ヤンキース時代
2013年7月7日にウェイバー公示を経てニューヨーク・ヤンキースへ移籍。移籍後は1試合に出場したが、デレク・ジーターの故障者リストからの復帰に伴い7月11日にDFAとなり、7月13日にFAとなった。

### ホワイトソックス傘下時代
2013年7月18日にシカゴ・ホワイトソックスとマイナー契約を結んだ。AAA級シャーロット・ナイツで34試合に出場し、2本塁打23打点、打率.250だった。11月5日にFAとなった。

### パイレーツ時代
2013年12月18日にピッツバーグ・パイレーツとマイナー契約を結んだ。
2014年3月29日にパイレーツとメジャー契約を結び、開幕ロースター入りしたが、4月19日にDFAとなった。4月22日にAAA級インディアナポリス・インディアンスへ降格した。4月23日にFAとなった。

### ジャイアンツ復帰
2014年4月25日に古巣・ジャイアンツとマイナー契約を結んだ。AAA級フレズノで71試合に出場し、11本塁打45打点、打率.271の成績で、7月29日にジャイアンツとメジャー契約を結んだ。
チームがプレイオフに進んだ後、3勝1敗で迎えたリーグチャンピオンシップシリーズの第5戦、3-3の同点、9回1死一、二塁からサヨナラホームランを放ち、ワールドシリーズ進出を決めた。サヨナラホームランでワールドシリーズ出場を決めたのはイシカワが史上4人目。ナ・リーグでは初。ジャイアンツ側はイシカワが放ったサヨナラホームランのボールの返却をファンに望んでいたが、そのボールを手にしていたファンが球団の要望を快諾し、イシカワ本人に直接ボールを返却した。代わりにイシカワのサイン入りバットとワールドシリーズ第3戦で始球式を行う名誉を得て、始球式を行った。その時は、左投げながらイシカワ自身が捕手を務めた。
2015年は青木宣親の加入で出場機会を失い、一塁もブランドン・ベルトが好調で、休養時もバスター・ポージーが一塁を守れることから、5月25日にDFAとなり、5月31日にAAA級サクラメント・リバーキャッツに降格した。6月24日青木の故障者リスト入りに伴い、メジャー契約を結び25人ロースター入りしたが7月3日にDFAとなった。

### パイレーツ復帰
7月5日、ウェイバー公示を経てピッツバーグ・パイレーツに移籍した。7月6日に25人ロースター入りし、サンディエゴ・パドレス戦に代打で出場した。10月22日にFAとなった。

### ホワイトソックス傘下復帰
2016年1月にシアトル・マリナーズとマイナー契約すると報じられたが合意には至らず、2月9日にシカゴ・ホワイトソックスとマイナー契約を結び、同年のスプリングトレーニングに招待選手として参加することになったと報じられ、2月10日付でMLBの公式ページで公示された。5月24日に自由契約となった。

### ジャイアンツ傘下復帰
2016年6月7日に古巣・ジャイアンツとマイナー契約を結び、6月9日にAAA級サクラメント・リバーキャッツに配属された。11月7日にFAとなった。

### 現役引退後
2018年より、サンフランシスコ・ジャイアンツ傘下ルーキー級アリゾナリーグ・ジャイアンツの打撃コーチに就任した。

## 人物
日系アメリカ人4世であり、日本語は話せないがご飯類が好物である。

## 詳細情報

### 年度別打撃成績
| 年 度     | 球 団     | 試 合 | 打 席 | 打 数 | 得 点 | 安 打 | 二 塁 打 | 三 塁 打 | 本 塁 打 | 塁 打 | 打 点 | 盗 塁 | 盗 塁 死 | 犠 打 | 犠 飛 | 四 球 | 敬 遠 | 死 球 | 三 振 | 併 殺 打 | 打 率 | 出 塁 率 | 長 打 率 | O P S |
| --------- | --------- | ----- | ----- | ----- | ----- | ----- | -------- | -------- | -------- | ----- | ----- | ----- | -------- | ----- | ----- | ----- | ----- | ----- | ----- | -------- | ----- | -------- | -------- | ----- |
| 2006      | SF        | 12    | 25    | 24    | 1     | 7     | 3        | 1        | 0        | 12    | 4     | 0     | 0        | 0     | 0     | 1     | 0     | 0     | 6     | 1        | .292  | 320      | .500     | .820  |
| 2008      | SF        | 33    | 104   | 95    | 12    | 26    | 6        | 0        | 3        | 41    | 15    | 1     | 0        | 0     | 0     | 9     | 1     | 0     | 27    | 1        | .274  | .337     | .432     | .768  |
| 2009      | SF        | 120   | 363   | 326   | 49    | 85    | 10       | 2        | 9        | 126   | 39    | 2     | 2        | 1     | 2     | 30    | 3     | 4     | 89    | 7        | .261  | .329     | .387     | .715  |
| 2010      | SF        | 116   | 173   | 158   | 18    | 42    | 11       | 0        | 3        | 62    | 22    | 0     | 0        | 1     | 1     | 13    | 2     | 0     | 29    | 3        | .266  | .320     | .392     | .712  |
| 2012      | MIL       | 94    | 174   | 152   | 19    | 39    | 12       | 1        | 4        | 65    | 30    | 0     | 0        | 4     | 1     | 13    | 3     | 4     | 42    | 4        | .257  | .329     | .428     | .757  |
| 2013      | BAL       | 6     | 18    | 17    | 0     | 2     | 0        | 0        | 0        | 2     | 1     | 0     | 0        | 0     | 0     | 1     | 0     | 0     | 8     | 0        | .118  | .167     | .118     | .284  |
| 2013      | NYY       | 1     | 2     | 2     | 0     | 0     | 0        | 0        | 0        | 0     | 0     | 0     | 0        | 0     | 0     | 0     | 0     | 0     | 2     | 0        | .000  | .000     | .000     | .000  |
| '13計     | NYY       | 7     | 20    | 19    | 0     | 2     | 0        | 0        | 0        | 2     | 1     | 0     | 0        | 0     | 0     | 1     | 0     | 0     | 10    | 0        | .105  | .150     | .105     | .255  |
| 2014      | PIT       | 15    | 38    | 34    | 2     | 7     | 1        | 1        | 1        | 13    | 3     | 0     | 0        | 0     | 1     | 3     | 0     | 0     | 11    | 2        | .206  | .263     | .382     | .646  |
| 2014      | SF        | 47    | 81    | 73    | 7     | 20    | 3        | 0        | 2        | 29    | 15    | 0     | 0        | 0     | 1     | 6     | 1     | 1     | 23    | 1        | .274  | .333     | .397     | .731  |
| '14計     | SF        | 62    | 119   | 107   | 9     | 27    | 4        | 1        | 3        | 42    | 18    | 0     | 0        | 0     | 2     | 9     | 1     | 1     | 34    | 3        | .252  | .311     | .393     | .703  |
| 2015      | SF        | 6     | 6     | 5     | 1     | 0     | 0        | 0        | 0        | 0     | 0     | 0     | 0        | 0     | 0     | 1     | 0     | 0     | 3     | 0        | .000  | .167     | .000     | .167  |
| 2015      | PIT       | 38    | 66    | 58    | 5     | 13    | 3        | 0        | 1        | 19    | 8     | 0     | 0        | 0     | 0     | 8     | 0     | 0     | 17    | 2        | .224  | .318     | .328     | .646  |
| '15計     | PIT       | 44    | 72    | 63    | 6     | 13    | 3        | 0        | 1        | 19    | 8     | 0     | 0        | 0     | 0     | 9     | 0     | 0     | 20    | 2        | .206  | .306     | .302     | .607  |
| 通算：8年 | 通算：8年 | 488   | 1050  | 944   | 114   | 241   | 49       | 5        | 23       | 369   | 137   | 3     | 2        | 6     | 6     | 85    | 10    | 9     | 257   | 21       | .255  | .321     | .391     | .712  |

- 2015年度シーズン終了時